# مارتین بوبر
مارتین بوبر (به عبری: מרטין בובר) (زاده ۸ فوریه ۱۸۷۸ – درگذشته ۱۳ ژوئن ۱۹۶۵) فیلسوف گفتگو و استاد دانشگاه، یهودی تبار اتریشی، ۱۷ بار نامزد جایزهٔ ادبیات و صلح نوبل و طرفدار تشکیل کشور مشترک یهودی -مسلمان بود.

## زندگی
در ۸ فوریه ۱۸۷۸ (میلادی) در وین و در خانواده‌ای یهودی متولد شد. وی به همراه آلبرت انیشتین، زیگموند فروید و حاییم وایزمن از مؤسسان و اعضای اولین هیئت علمی دانشگاه عبری اورشلیم بود.

## آثار و تفکر
آثار او بیشتر در زمینه فلسفه دین است، گرچه او در محدوده وسیعی به نگارش و آموزش می‌پرداخت. از آثار وی می‌توان به موارد زیر اشاره کرد:

### ترجمه‌شده به فارسی
- دیدار ناگهان: زندگینامهٔ خودنوشت، سید حسین مرکبی (ترجمه)، نشر هرمس، ۱۴۰۳.[۲]
- من و تو، نشرهای جیحون و فرزان روز. [۳][۴]
- کسوف خداوند، نشر فرزان روز.[۵]
- در باب یهودیت، علی فلاحیان وادقانی (ترجمه) نشر دانشگاه ادیان و مذاهب.[۶]

### ترجمه‌نشده به فارسی
- یاجوج و ماجوج
- یک کشور، دو ملت
- نامه‌های برگزیده مارتین بوبر
- طریق انسان
- اتوپیا و سوسیالیسم

او سال‌ها در اتریش و آلمان به تدریس پرداخت. پس از روی کار آمدن حزب نازی در آلمان، او به اورشلیم در فلسطین رفت. بوبر از زمان پیدایش نهضت صهیونیسم و مهاجرت‌های دسته جمعی به فلسطین، پیوسته به یهودیان اخطار می‌داد تا با اعراب فلسطین روابط برادرانه و صلح‌آمیز برقرار کنند و با همین کار دشمنی محافل صهیونیستی را نسبت به خود برانگیخت. او برای حل مسئله فلسطین به راه حل دو ملتی به‌جای راه حل دو کشوری معتقد بود.

### ترجمه تنخ
بوبر و فرانتس روزنتسوایگ طی بیش از ۲۰ سال برگردانی آلمانی از تنخ را از مبدأ زبان عبری فراهم کردند.

## جوایز
بوبر ده نوبت از جمله دو نوبت از سوی هرمان هسه، نامزد جایزهٔ ادبیات و هفت نوبت از سوی میشائیل لاندمان، نامزد جایزهٔ صلح نوبل شد.

## تفکرات

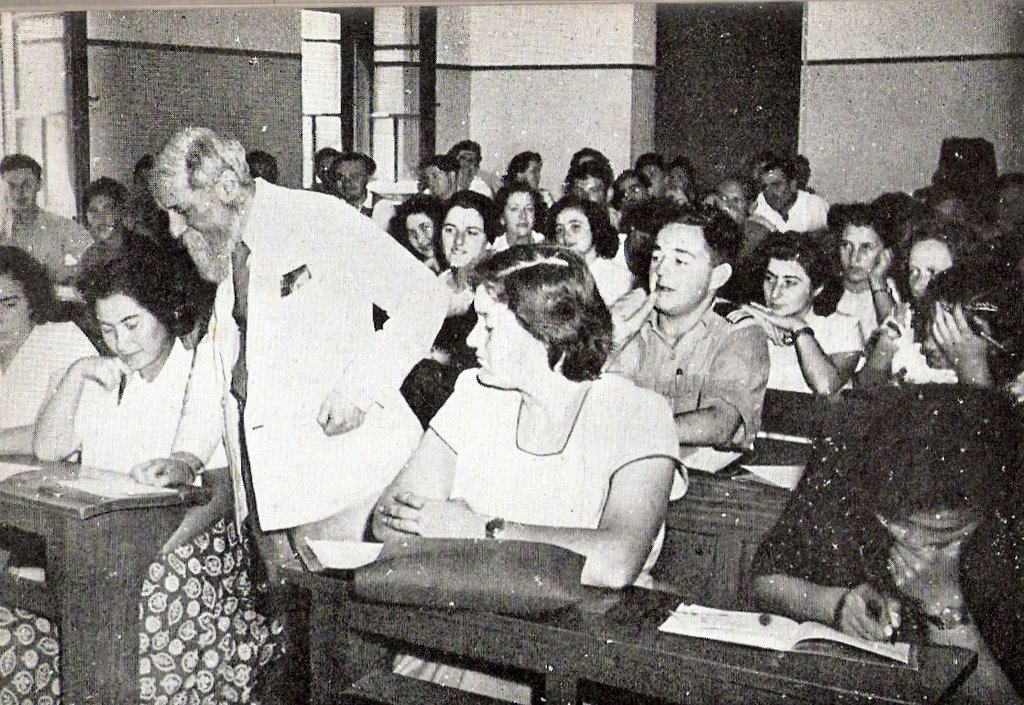
بوبر در حال تدریس در دانشگاه عبری اورشلیم

دوره‌های فکری بوبر را می‌توان به سه دوره تقسیم کرد. دوره اول وی دارای تفکری عرفانی است. در دوره دوم شدیداً تحت تأثیر مکتب اگزیستانسیالیست قرار می‌گیرد و در دوره سوم بینش خود در باب فلسفه گفت‌وگو را مطرح می‌کند.

### گفتگو و وجود
در من و تو، بوبر تز خود را در مورد وجود انسان (انگلیسی: Existence) ارائه داد. بوبر با الهام از «ذات مسیحیت» فوئرباخ و «یگانه کیرکگارد»، به وجود به عنوان گفت‌وگو نگریست.
وی این فلسفه را با استفاده از جفت واژه‌های دیالوگ من-تو (آلمانی: Ich-Du) و مونولوگ (آلمانی: Ich-Es) برای طبقه‌بندی حالت‌های خودآگاهی، تعاملی که یک فرد با آنها با افراد و اشیا و به‌طور کلی همه واقعیت‌ها درگیر می‌شود طبقه‌بندی کرد.
از نظر کلامی، او اولی را با عیسای یهودی و دومی را با پولس رسول (شائول یهودی) ارتباط داد.
از نظر فلسفی، این جفت واژه‌ها عقاید پیچیده‌ای را دربارهٔ شیوه‌های وجود بیان می‌کنند - به ویژه چگونگی وجود یک فرد و تحقق آن وجود.
بوبر در من و تو استدلال می‌کند، یک شخص همواره با یکی از این حالت‌ها درگیر است.
مفهوم ارتباطات، به ویژه ارتباطات زبان گرا، هم در توصیف گفت‌وگو / مونولوگ از طریق استعاره و هم در بیان ماهیت بین فردی وجود انسان مورد استفاده قرار می‌گیرد.

### نظر وی در مورد صهیونیزم
بوبر با تئودور هرتزل در مورد جهت‌گیری سیاسی و فرهنگی صهیونیسم اختلاف نظر داشت. هرتزل صهیونیسم را حرکتی سیاسی تصور می‌کرد. در مقابل، بوبر معتقد بود که صهیونیسم باید برای غنی‌سازی فرهنگی به کار رود. به عنوان مثال، بوبر استدلال کرد که پس از تشکیل دولت اسرائیل، نیاز به اصلاحات در یهودیات است: ما به کسی نیاز داریم که همان کاری را که پاپ ژان بیست و سوم برای کلیسای کاتولیک انجام داده، برای یهودیت انجام دهد.
در سال ۱۹۰۲، بوبر سردبیر هفته نامه Die Welt، ارگان اصلی جنبش صهیونیستی شد. با این حال، یک سال بعد او به جنبش حسیدی یهودی نزدیک شد. بوبر تحسین می‌کرد که چگونه جوامع حسیدی دین را در زندگی روزمره و فرهنگ به کار می‌بندند. برخلاف سازمان‌های شلوغ صهیونیستی، که همیشه به فکر نگرانی‌های سیاسی بودند، حسیدی‌ها بر ارزش‌هایی متمرکز بودند که بوبر مدت‌ها برای رعایت آن‌ها از صهیونیست‌ها تقاضا می‌کرد. در سال ۱۹۰۴، او از بسیاری از کارهای تشکیلاتی صهیونیستی خود کناره گرفت و خود را وقف مطالعه و نوشتن کرد.
در اوایل دهه ۱۹۲۰، مارتین بوبر شروع به حمایت از یک کشور دو ملیتی یهودی-عربی کرد و اظهار داشت که مردم یهود باید «آرزوی خود را برای زندگی در صلح و برادری با مردم عرب، و توسعه میهن مشترک به جمهوری که در آن هر دو ملت امکان توسعه آزاد را خواهد داشت».
بوبر ایده صهیونیسم به‌عنوان یک حرکت ملی را رد می‌کرد و درعوض می‌خواست ایجاد جامعه‌ای نمونه را ببیند. جامعه‌ای که به گفته وی، با سلطه یهودیان بر اعراب مشخص تعریف نشود. لازم بود جنبش صهیونیستی با اعراب حتی به قیمت اقلیت شدن یهودیان در این کشور به توافق برسد.
در سال ۱۹۲۵، او در ایجاد سازمان Brit Shalom (میثاق صلح) شرکت داشت، که طرفدار ایجاد یک کشور دو ملیتی بود، و در طول بقیه زندگی خود، امیدوار بود که یهودیان و عرب‌ها روزی در یک کشور مشترک زندگی کنند.
در سال ۱۹۴۲، او حزب ایهود را بنیان نهاد، که از یک برنامهٔ دوملتی حمایت می‌کرد.
پس از تأسیس اسرائیل در سال ۱۹۴۸، بوبر معتقد بود اسرائیل باید جزوی از فدراسیون کشورهای «خاور نزدیک» باشد نه فقط فلسطین.

### فلسفه دیالوگ
فلسفهٔ دیالوگ از مبانی فلسفه و الهیات جدید است. هامان را بنیان‌گذار این نوع تفکر دانسته‌اند. هامان دوست یاکوبی بوده‌است. اساس فلسفه‌هامان سخن گفتن خداوند است.

## مرگ
وی در ۱۳ ژوئن سال ۱۹۶۵ دیده از جهان فروبست.